# Áustria nos Jogos Olímpicos de Verão de 2016
Áustria participou dos Jogos Olímpicos de Verão de 2016, que foram realizados na cidade do Rio de Janeiro, no Brasil, entre os dias 5 e 21 de agosto de 2016.
Os atletas Tanja Frank e Thomas Zajac ganharam a medalha de bronze na Vela (desporto) na classe Nacra 17 misto no dia 16 de agosto de 2016 com a marca de 16:13.

## Natação
| Atleta            | Prova        | Eliminatórias | Eliminatórias | Semifinal | Semifinal | Final       | Final       |
| Atleta            | Prova        | Tempo         | Pos.          | Tempo     | Pos.      | Tempo       | Pos.        |
| ----------------- | ------------ | ------------- | ------------- | --------- | --------- | ----------- | ----------- |
| Jördis Steinegger | 400 m medley | 4:47,84       | 29º           | —         | —         | Não avançou | Não avançou |

| Atleta       | Prova       | Eliminatórias | Eliminatórias | Semifinal | Semifinal | Final       | Final       |
| Atleta       | Prova       | Tempo         | Pos.          | Tempo     | Pos.      | Tempo       | Pos.        |
| ------------ | ----------- | ------------- | ------------- | --------- | --------- | ----------- | ----------- |
| David Brandl | 400 m livre | 3:54,59       | 40º           | —         | —         | Não avançou | Não avançou |
| Felix Auböck | 400 m livre | 3:49,35       | 25º           | —         | —         | Não avançou | Não avançou |